# U Shin Gyi

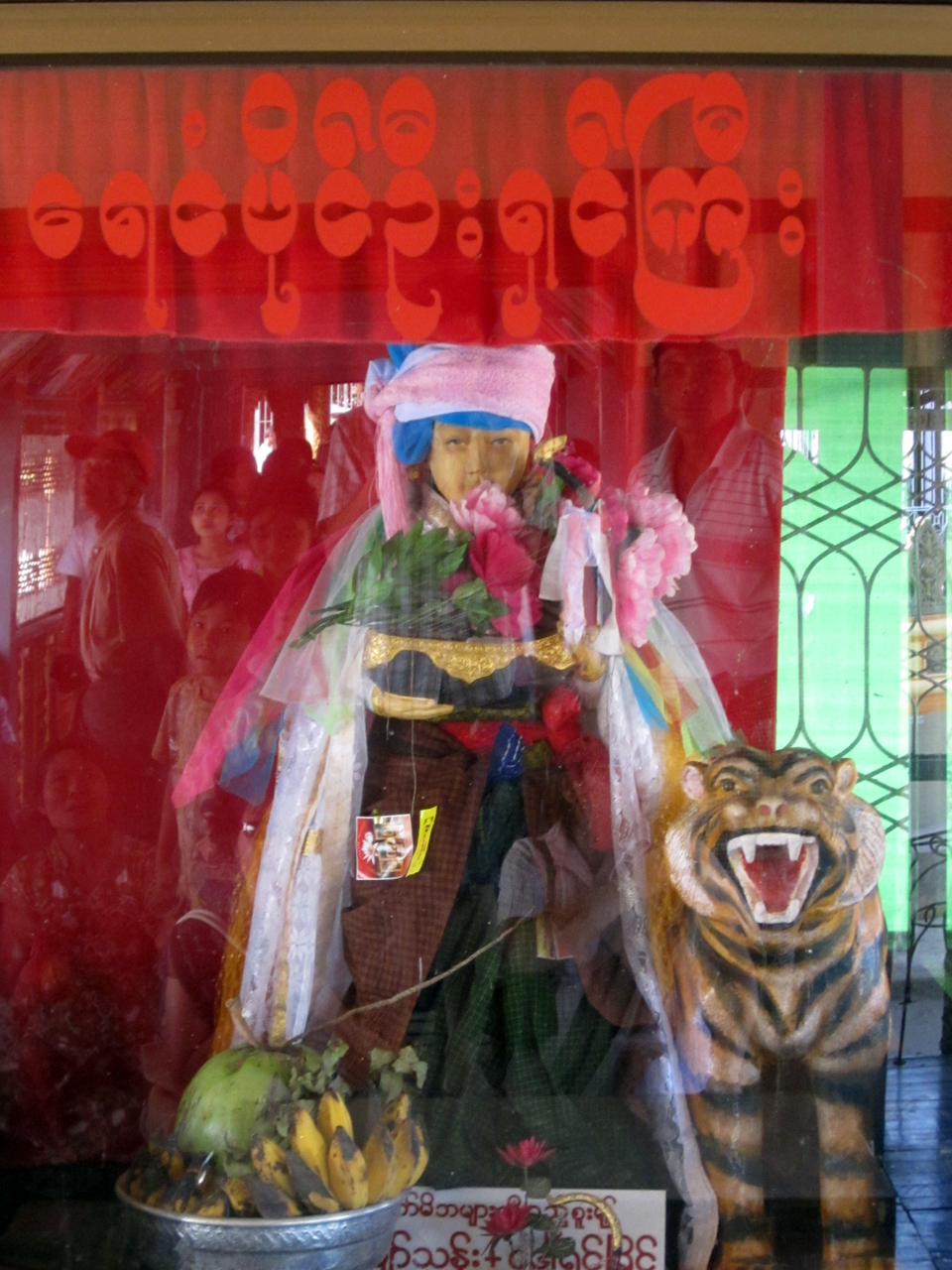
Figura U Shin Gyi siedzącego obok tygrysa w pagodzie Kyauktan Yay-Le.

U Shin Gyi (birm. ဦးရှင်ကြီး /ú ʃɪ̀ɴ dʑí/ lub ရေငံပိုင်ဦးရှင်းကြီး /jèŋàɴ pàiɴ ú ʃɪ̀ɴ dʑí/; pol. Wielki Pan lub Wielki Pan Wody) – birmański nat czczony powszechnie w regionie delty Irawadi.
Uznawany jest za dobrego ducha opiekuńczego szlaków wodnych . Przedstawiany jest zwykle w towarzystwie tygrysa i krokodyla, często z harfą birmańską, gdyż jako człowiek był harfistą ze wsi Kasin w prowincji Pegu. Według jednej z wersji legendy, podczas wyprawy w poszukiwaniu żywności wylądował wraz z towarzyszącymi mu drwalami na wyspie Meinmahla, gdzie swą grą na harfie zwabił dwie siostry będące natami. Nie pozwoliły one jego łodzi na odpłynięcie aż do czasu, gdy zostaną udobruchane. Aby przebłagać duchy U Shin Gyi poświęcił swe życie rzucając się do wody i tonąc, a po śmierci sam został natem .
Święto na cześć U Shin Gyi obchodzone jest każdego marca.